# Trần Hoàn (nhà Minh)
Trần Hoàn (chữ Hán: 陈桓, ? – 1393), người Hào Châu , tướng lãnh đầu đời Minh trong lịch sử Trung Quốc.

## Cuộc đời và sự nghiệp
Ban đầu Hoàn hưởng ứng nghĩa quân của Chu Nguyên Chương, tham gia đánh hạ các châu Trừ, Hòa. Sau khi vượt Trường Giang, Hoàn tham gia đánh hạ Tập Khánh, trèo lên thành đầu tiên. Sau đó Hoàn tham gia đánh chiếm Ninh Quốc, Kim Hoa; tham gia chiến đấu ở Long Giang, Bành Lễ; tham gia các chiến dịch thu phục các khu vực Hoài Đông, Chiết Tây và bình định Trung Nguyên, nhờ công dần được thụ chức Đô đốc thiêm sự.
Năm Hồng Vũ thứ 4 (1371), Hoàn tham gia tấn công nhà Minh Hạ ở đất Thục. Năm thứ 14 (1381), Hoàn tham gia chinh thảo Vân Nam, cùng Hồ Hải, Quách Anh soái 5 vạn binh, từ Vĩnh Ninh rảo đến Ô Tát. Đường sá hiểm trở, bọn Hoàn từ Xích Hà tiến quân, cùng các dân tộc thiểu số ở Ô Tát đại chiến, đánh cho bọn họ thua chạy. Tiếp đó bọn Hoàn đánh bại thổ tù ở Mang Bộ, đuổi đi Hữu thừa Thực Bặc nhà Nguyên, rồi xây thành Ô Tát. Tiếp đó nữa bọn Hoàn thu hàng các dân tộc thiểu số ở Ô Mông, tiến quân đánh hạ Đại Lý, sau cùng bình định các châu ấp ở Nhữ Ninh, Vĩnh Ninh.
Năm thứ 17 (1384), Hoàn được phong Phổ Định hầu, ăn lộc 2500 thạch/năm, còn có thế khoán. Năm thứ 20 (1387), Hoàn cùng Tĩnh Ninh hầu Diệp Thăng chinh thảo Đông Xuyên, bắt giết rất nhiều. Tiếp đó Hoàn nhận lệnh Tổng chế Vân Nam chư quân. Tiếp đó nữa Hoàn đánh dẹp các tộc thiểu số ở Cửu Khê, rồi xây dựng doanh bảo, tổ chức đồn điền.
Sau đó, Hoàn được quay về Nam Kinh. Đến năm thứ 26 (1393), Hoàn bị liên lụy vụ án Lam Ngọc, chịu tội chết. Hoàn là 1 trong 6 vị hầu tước của vụ án Lam Ngọc (còn lại là Tào Chấn, Trương Dực, Trương Ôn, Chu Thọ, Tào Hưng).